# Helmut Hartmann (Fußballspieler)
Helmut Hartmann (* 4. November 1961) ist ein ehemaliger deutscher Fußballspieler.

## Werdegang
Der Stürmer begann seine Karriere beim VfB Beverungen im Kreis Höxter. Er wechselte zunächst zum Oberligisten 1. FC Paderborn. Im Sommer 1982 wechselte Hartmann dann zum Lokalrivalen TuS Schloß Neuhaus, der gerade in die 2. Bundesliga aufgestiegen war. Hartmann gab sein Zweitligadebüt am 1. September 1982 beim 1:1 der Neuhäuser beim FSV Frankfurt. Es war das erste von insgesamt fünf Zweitligaspielen, in denen Hartmann ohne Torerfolg blieb. Am Saisonende stieg Schloß Neuhaus wieder in die Oberliga Westfalen ab. 1985 wechselte Hartmann zum FC Gütersloh und erzielte in fünf Oberligaspielen ein Tor. Am Saisonende verließ er den Verein mit unbekanntem Ziel.